# Saint-Vallier (Drôme)
Saint-Vallier – miejscowość i gmina we Francji, w regionie Owernia-Rodan-Alpy, w departamencie Drôme.
Według danych na rok 1990 gminę zamieszkiwało 4115 osób, a gęstość zaludnienia wynosiła 759 osób/km² (wśród 2880 gmin regionu Rodan-Alpy Saint-Vallier plasuje się na 209. miejscu pod względem liczby ludności, natomiast pod względem powierzchni na miejscu 1484.).

## Miasta partnerskie
- Witzenhausen  Niemcy od 1975

## Galeria

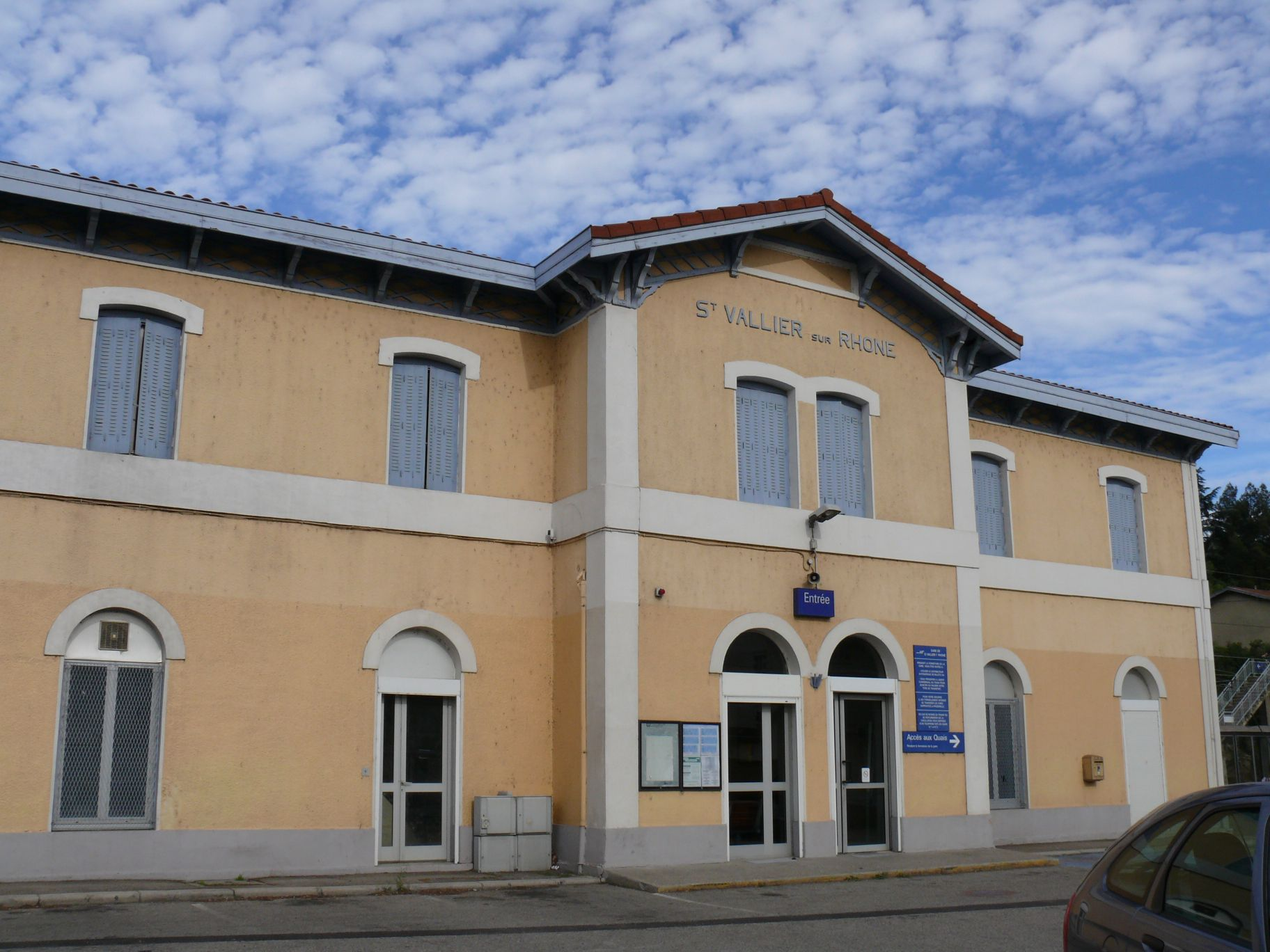
Dworzec kolejowy, 2011
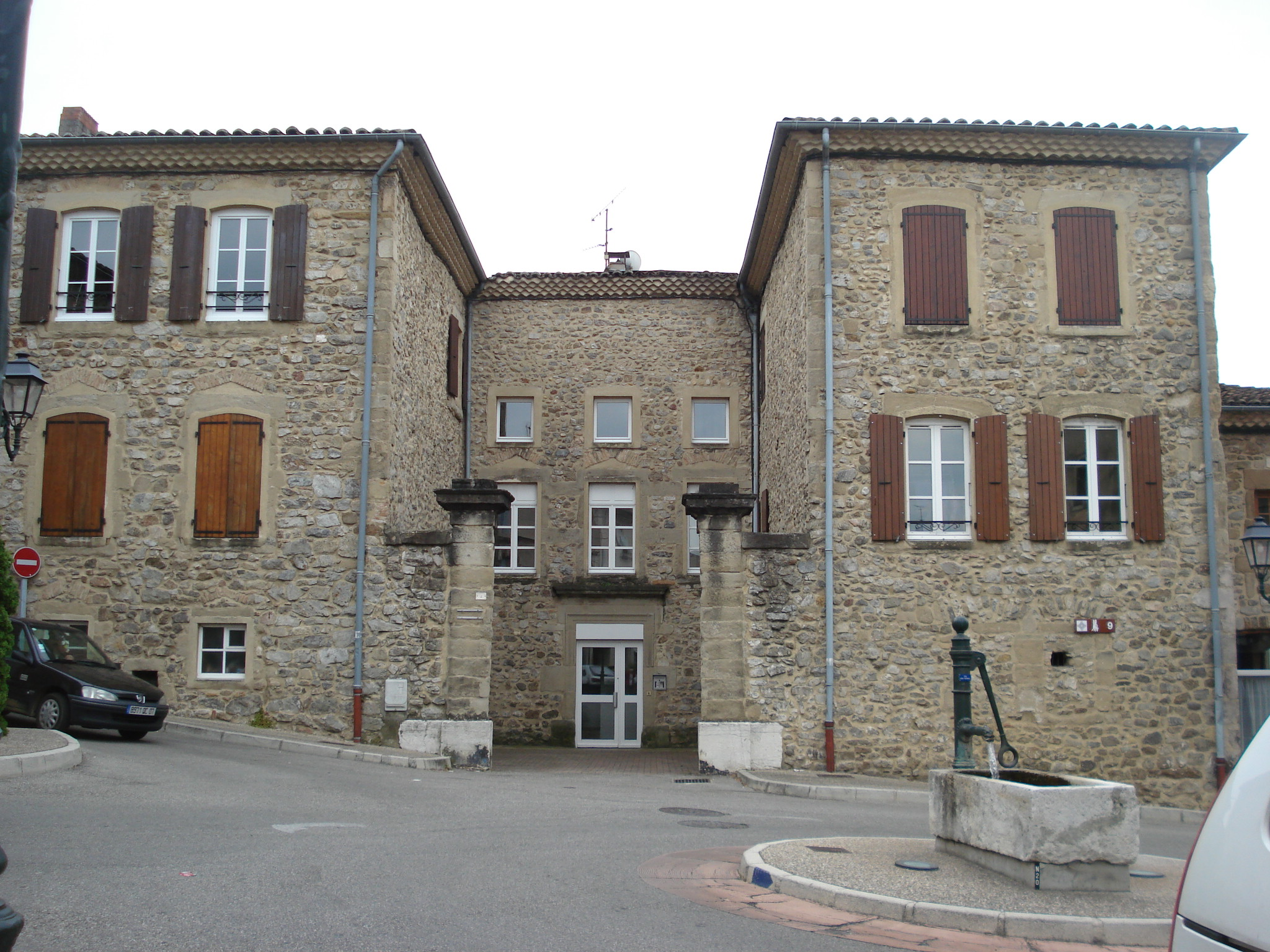
Plac, 2008
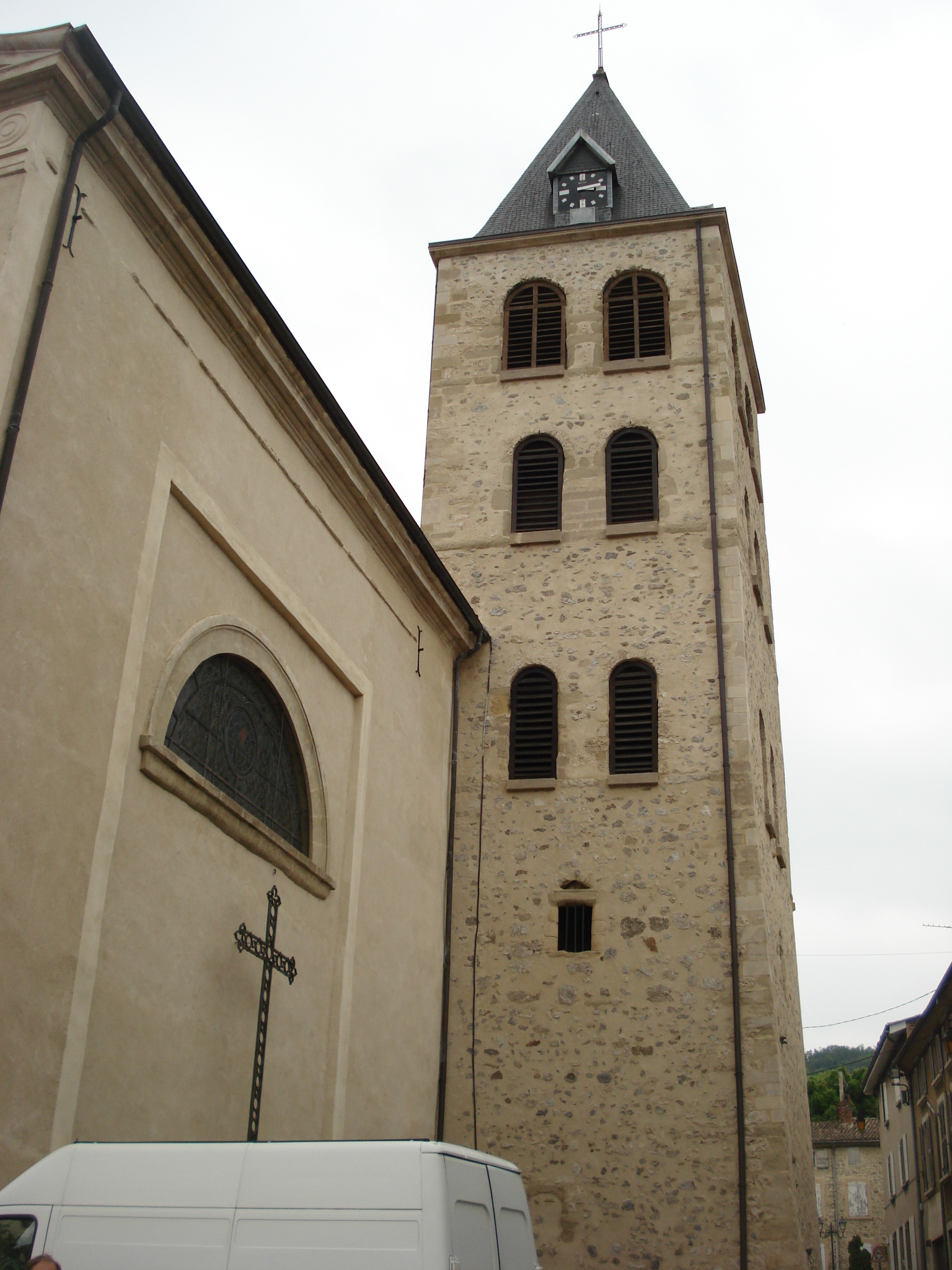
Kościół św. Walerego, 2008
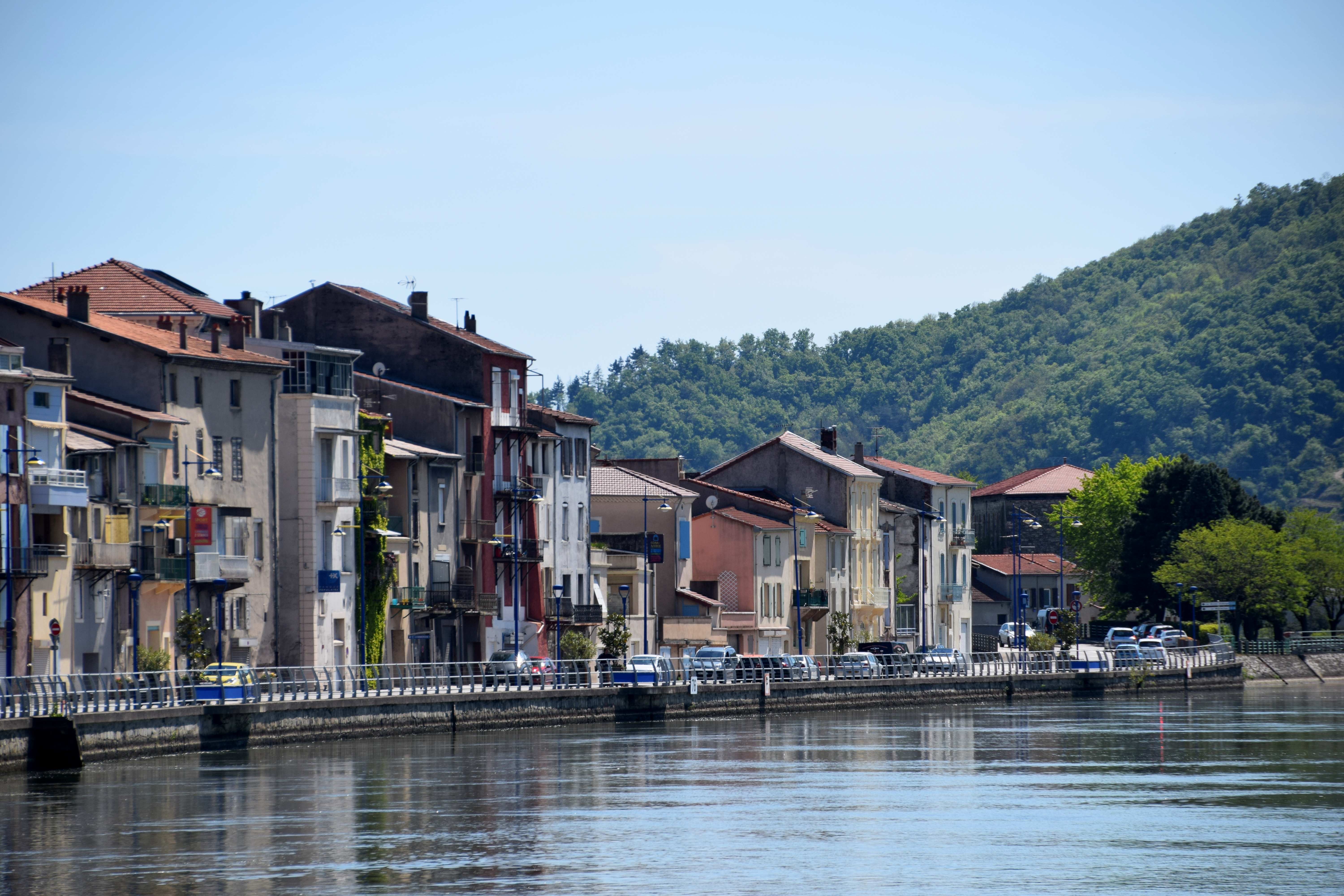
Wybrzeże Rodanu, 2016